# Dieter Van der Eyken
Dieter Van der Eyken (1 april 1992) is een Belgisch windsurfer.

## Levensloop
Hij begon in 1999 met competitiesurfen en legde zich vanaf 2002 toe op Freestyle. In 2009 werd hij Belgisch kampioen Freestyle en in 2015 won hij in deze discipline op de Grand Slam van Fuerteventura. Tevens won hij dat jaar de Wereldbeker Freestyle Windsurfen, de laatste manche vond plaats in het Duitse Sylt.